# Phrygilus patagonicus
A Phrygilus patagonicus a madarak osztályának verébalakúak (Passeriformes) rendjébe és a tangarafélék (Thraupidae) családjába tartozó faj.

## Rendszerezése
A fajt Percy Lowe angol sebész és ornitológus írta le 1923-ban, a Phrygilus gayi alfajaként Phrygilus gayi patagonicus néven.

## Előfordulása
Dél-Amerikában, az Andok déli részén, Argentína és Chile területén honos. Természetes élőhelyei a mérsékelt övi erdők és cserjések, valamint szubtrópusi és trópusi esőerdők és cserjések, nedves és száraz környezetben. Vonuló faj.

## Megjelenése
Testhossza 15 centiméter.
|  |  |

## Természetvédelmi helyzete
Az elterjedési területe nagyon nagy, egyedszáma pedig stabil. A Természetvédelmi Világszövetség Vörös listáján nem fenyegetett fajként szerepel.